# Rhein-Ruhr-Express

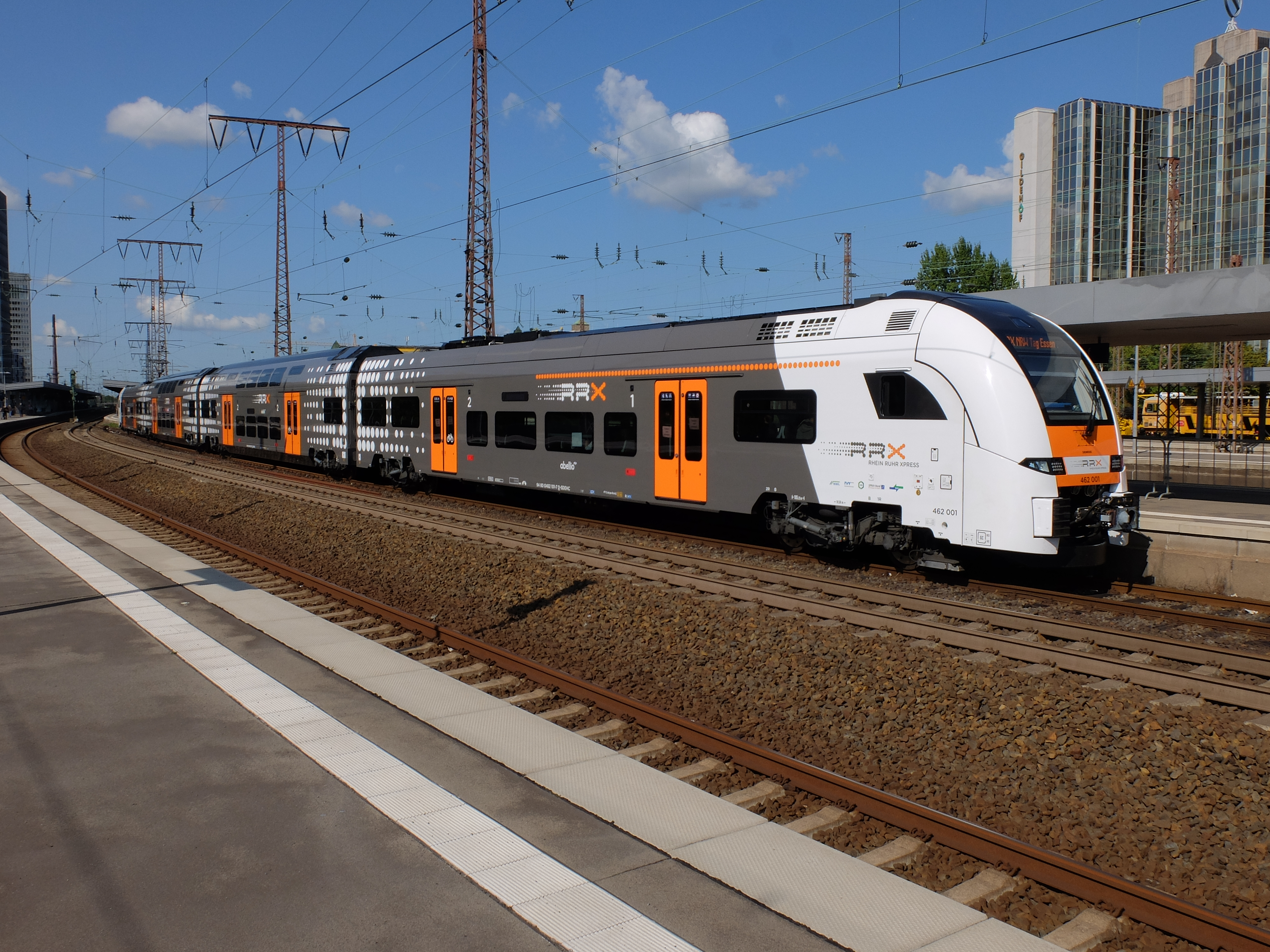
Rhein Ruhr Xpress 462 001 op Essen Hbf.

De Rhein-Ruhr-Express (RRX) is een spoorwegproject in de Duitse deelstaat Noordrijn-Westfalen dat bestaat uit vijf Regional-Express-treinen (RE).
| Lijn | Naam                  | Traject | Concessie                  |
| ---- | --------------------- | --- | -------------------------- |
| RE11 | Rhein-Hellweg-Express | Düsseldorf Hbf - Duisburg Hbf - Essen Hbf - Dortmund Hbf - Hamm Hbf - Paderborn Hbf (- Warburg - Kassel-Wilhelmshöhe)         | RRX-Vorlaufbetrieb (Los 1) |
| RE1  | NRW-Express           | Aachen Hbf - Köln Hbf - Düsseldorf Hbf - Duisburg Hbf - Essen Hbf - Dortmund Hbf - Hamm Hbf                                   | RRX-Vorlaufbetrieb (Los 1) |
| RE4  | Wupper-Express        | Aachen Hbf - Mönchengladbach Hbf - Neuss Hbf - Düsseldorf Hbf - Wuppertal Hbf - Hagen Hbf - Dortmund Hbf                      | RRX-Vorlaufbetrieb (Los 2) |
| RE5  | Rhein-Express         | Wesel - Duisburg Hbf - Düsseldorf Hbf - Köln Hbf - Bonn Hbf - Koblenz Hbf                                                     | RRX-Vorlaufbetrieb (Los 2) |
| RE6  | Rhein-Weser-Express   | Köln/Bonn Flughafen - Köln Hbf - Düsseldorf Hbf - Duisburg Hbf - Essen Hbf - Dortmund Hbf - Hamm Hbf - Bielefeld Hbf - Minden | RRX-Vorlaufbetrieb (Los 2) |

## Materieel
De Rhein-Ruhr-Express (RRX) Regional Express treinen (RE) worden uitgevoerd met Desiro HC dubbeldeks materieel van Siemens. Deze Baureihe 462 kent een tweede- en een eerste klasse. De treinen zijn uitgerust met wifi.